# Velcra
Velcra – industrial rockowy zespół z Finlandii.

## Historia
Velcra została założona w 1999 r. przez O.D. i Jessi Frey. Wkrótce dołączyli do wytwórni Virgin Records aby wydać swój debiutancki album.
W 2002 r. Velcra wydała swój debiutancką płytę Consequences of Disobedience. Single "Can't Stop Fighting" i "My Law" pomogły dostać się zespołowi na 5 miejsce fińskiej top listy.
W 2005 r. zespół wydał swój drugi album Between Force and Fate i singel "Our Will Against Their Will" trafił na 3 miejsce fińskiej top listy.
W czerwcu 2006 r. perkusista Mikko Herranen opuszcza zespół i dołącza do zespołu Rust.
W 2007 r. Velcra wydaje swój trzeci album Hadal.

## Aktualni członkowie
- Jessi Frey – śpiew
- O.D. – gitara
- DJ Freak – Programowanie, Sample
- Ramonius – gitara basowa
- Timo Hänninen – gitara

## Byli członkowie
- Teb Bonnet – gitara basowa (2001–2005)
- Mikko Herranen – perkusja (2001–2006)
- Wille Hartonen – gitara basowa
- Tomi Koivusaari – gitara

## Dyskografia

### Albumy
| # | Tytuł                        | Rok  | Wytwórnia      |
| - | ---------------------------- | ---- | -------------- |
| 1 | Consequences of Disobedience | 2002 | Virgin Records |
| 2 | Between Force and Fate       | 2005 | Virgin Records |
| 3 | Hadal                        | 2007 | Underarts      |

### Teledyski
| # | Tytuł                       | Rok  | Reżyser                                              | Album                        |
| - | --------------------------- | ---- | ---------------------------------------------------- | ---------------------------- |
| 1 | Can't Stop Fighting         | 2002 | Taku Kaskela                                         | Consequences of Disobedience |
| 2 | My Law                      | 2004 | Jessi Louhivuori i Aleksi Raij                       | Consequences of Disobedience |
| 3 | Our Will Against Their Will | 2005 | Jessi Louhivuori                                     | Between Force and Fate       |
| 4 | Memory Loss                 | 2005 | CHRZU                                                | Between Force and Fate       |
| 5 | The Bong Song               | 2005 | Jessi Louhivuori, Jessi Frey, R. Kauppinen, K. Lehto | Between Force and Fate       |
| 6 | Quick and Dirty             | 2007 | Jessi Frey, Jessi Louhivuori                         | Hadal                        |
| 7 | Dusk Becomes a Dawn         | 2007 | ?                                                    | Hadal                        |